# Silo

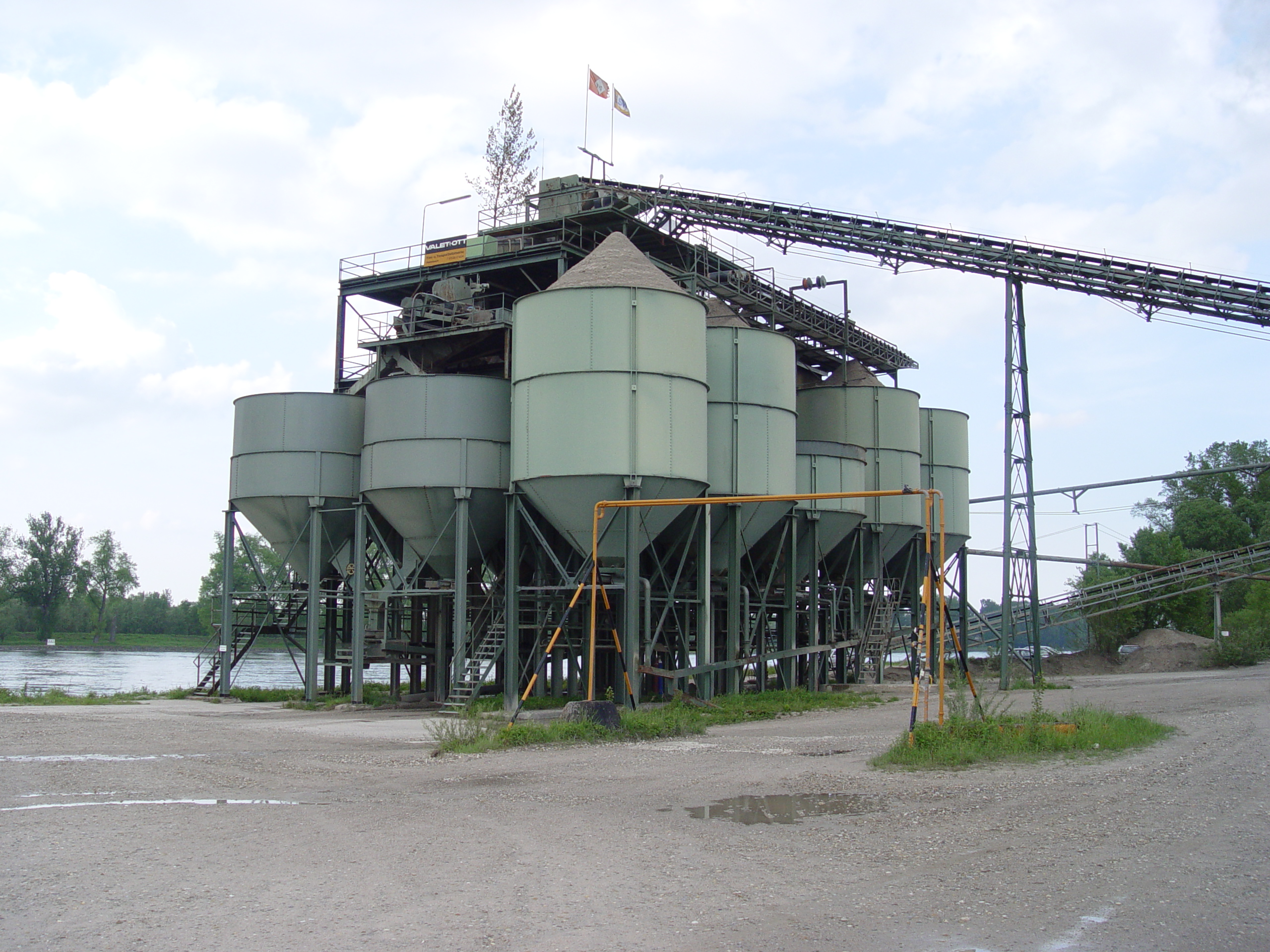
Silos in einem Kieswerk am Rhein bei Steinmauern

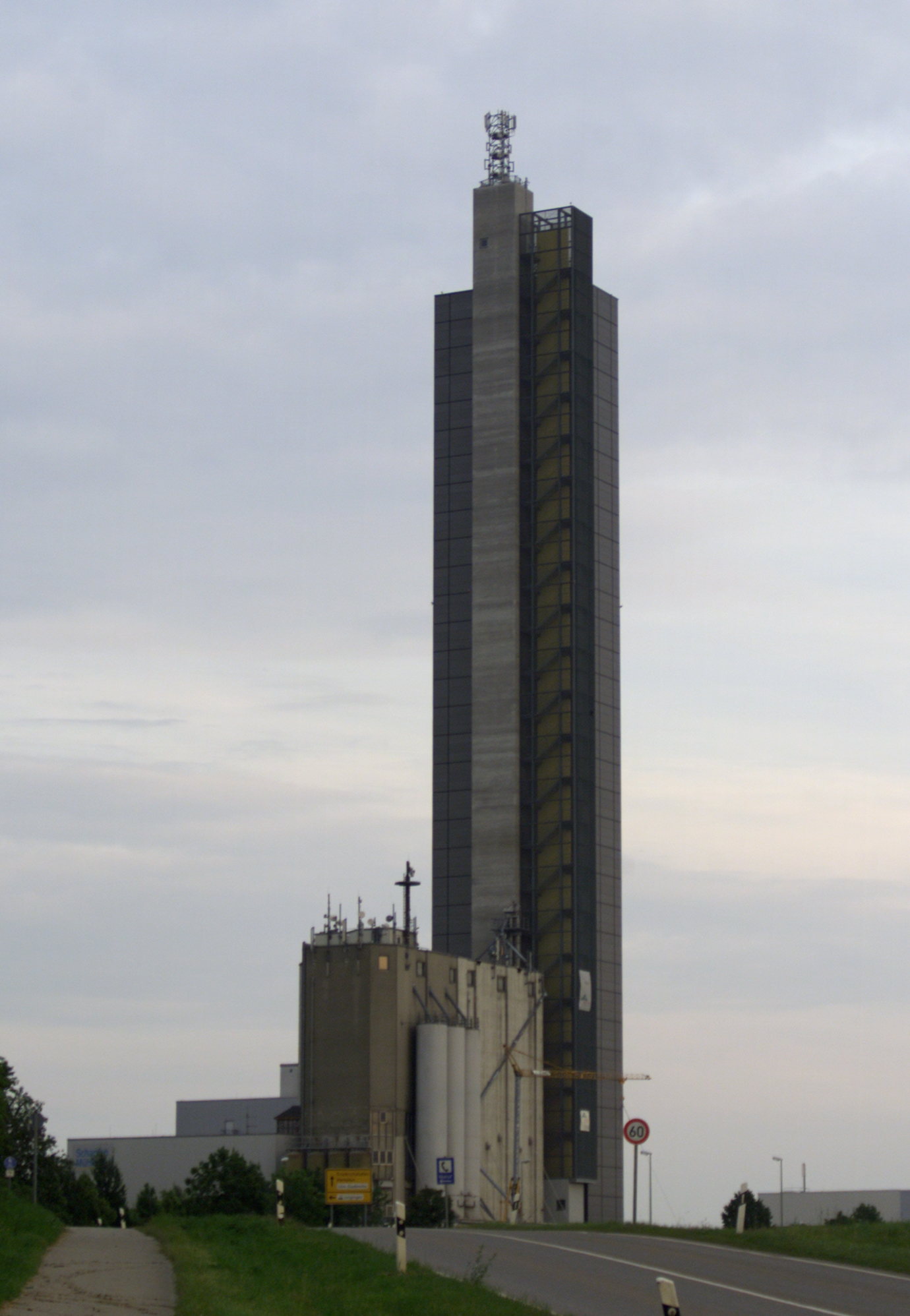
115 m hohes Getreidesilo der Schapfenmühle in Ulm

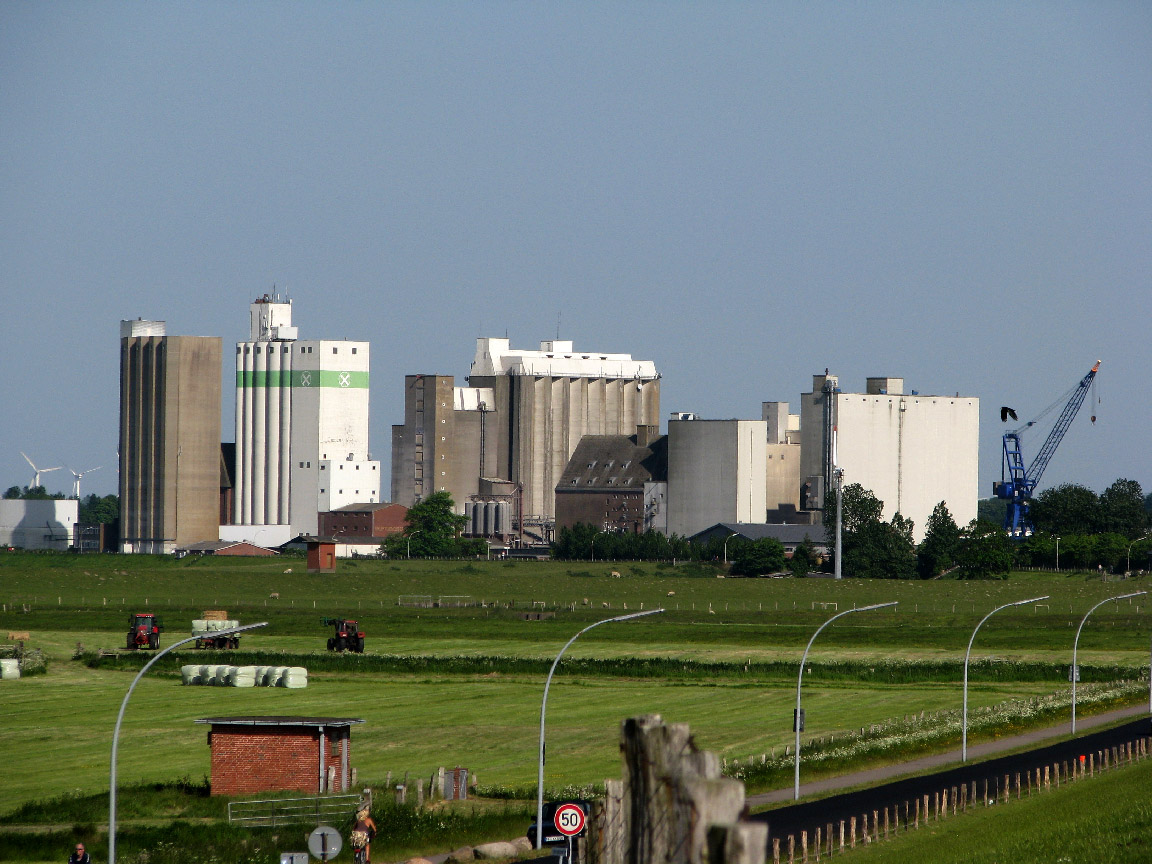
Getreidesilos zweier Landhandelsunternehmen am Husumer Außenhafen

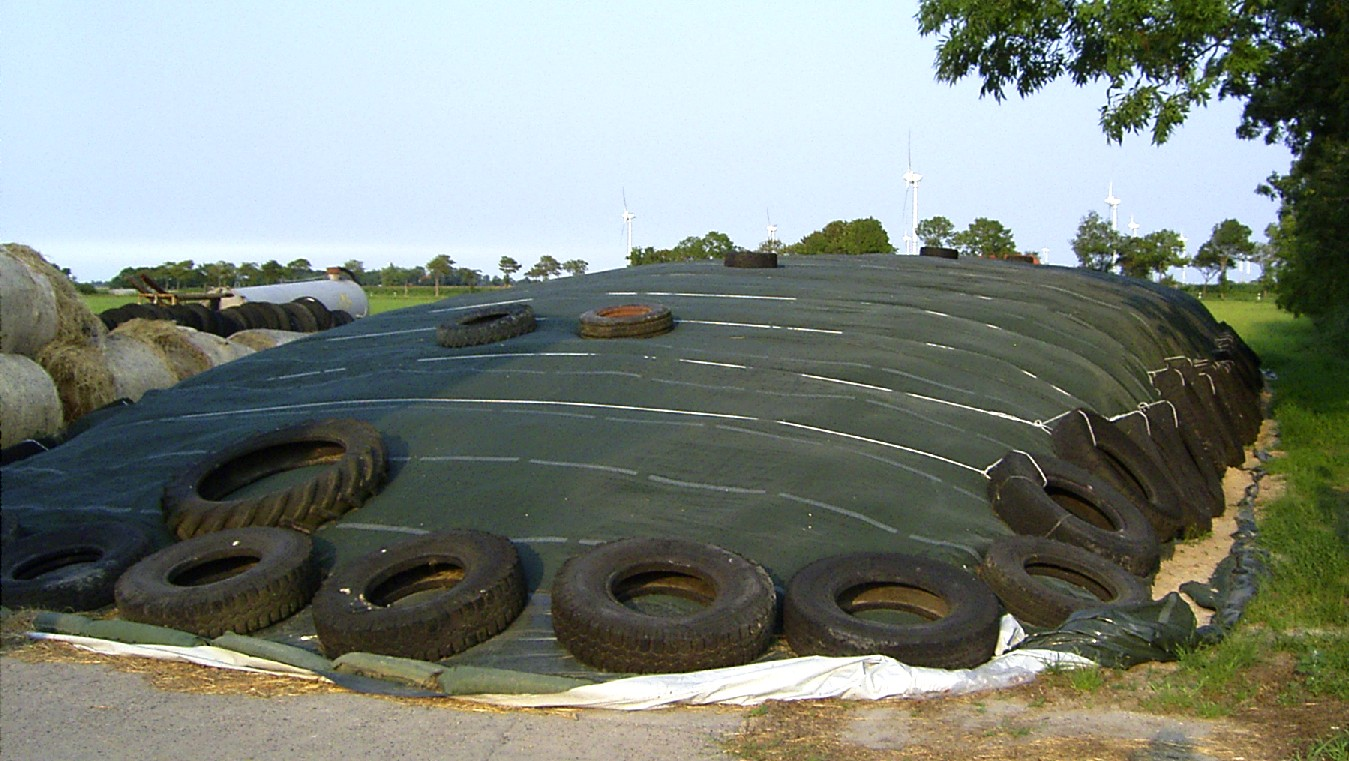
Ein Freigärhaufen unter Folie, beschwert mit Altreifen

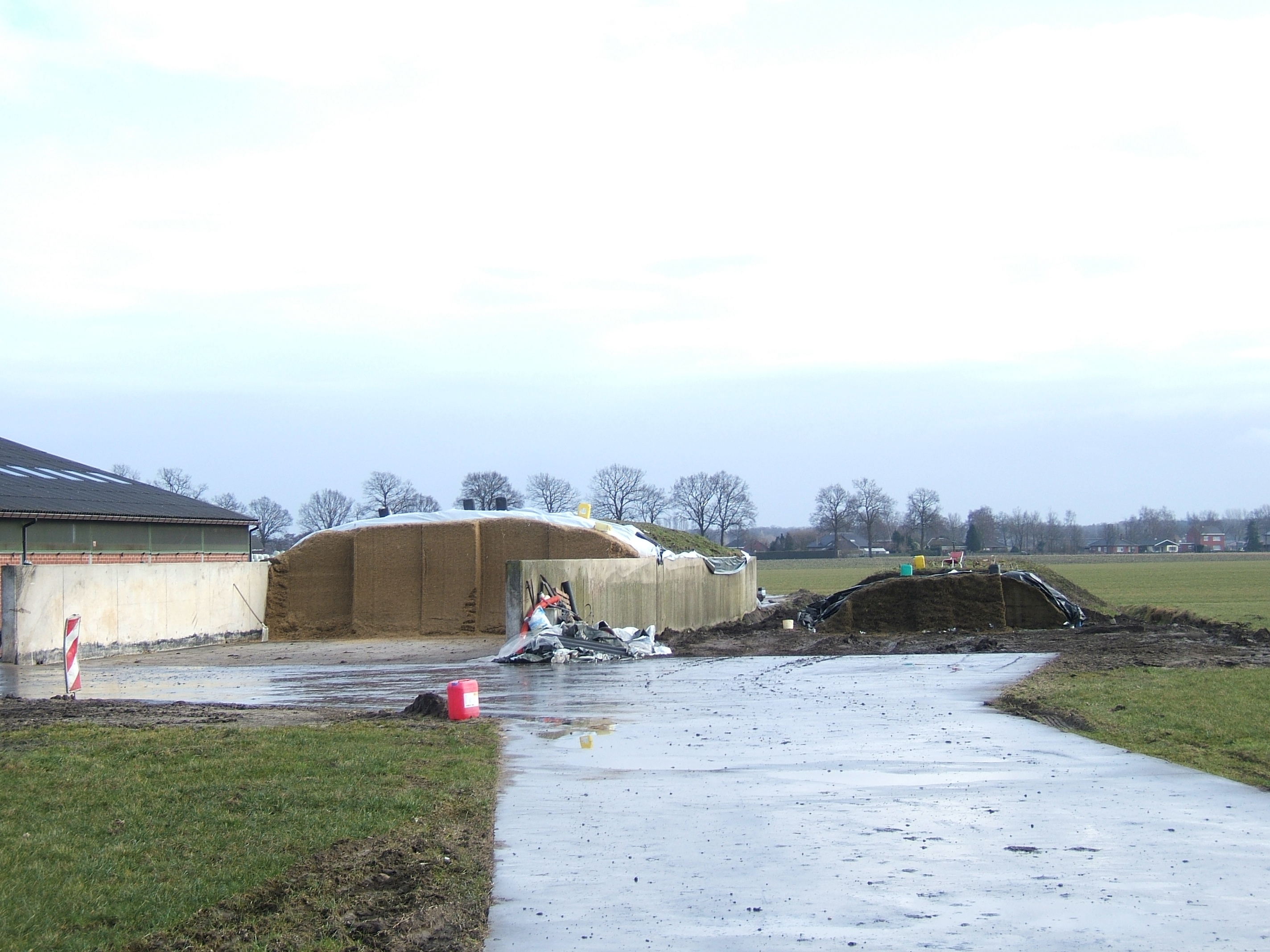
Links ein Fahrsilo

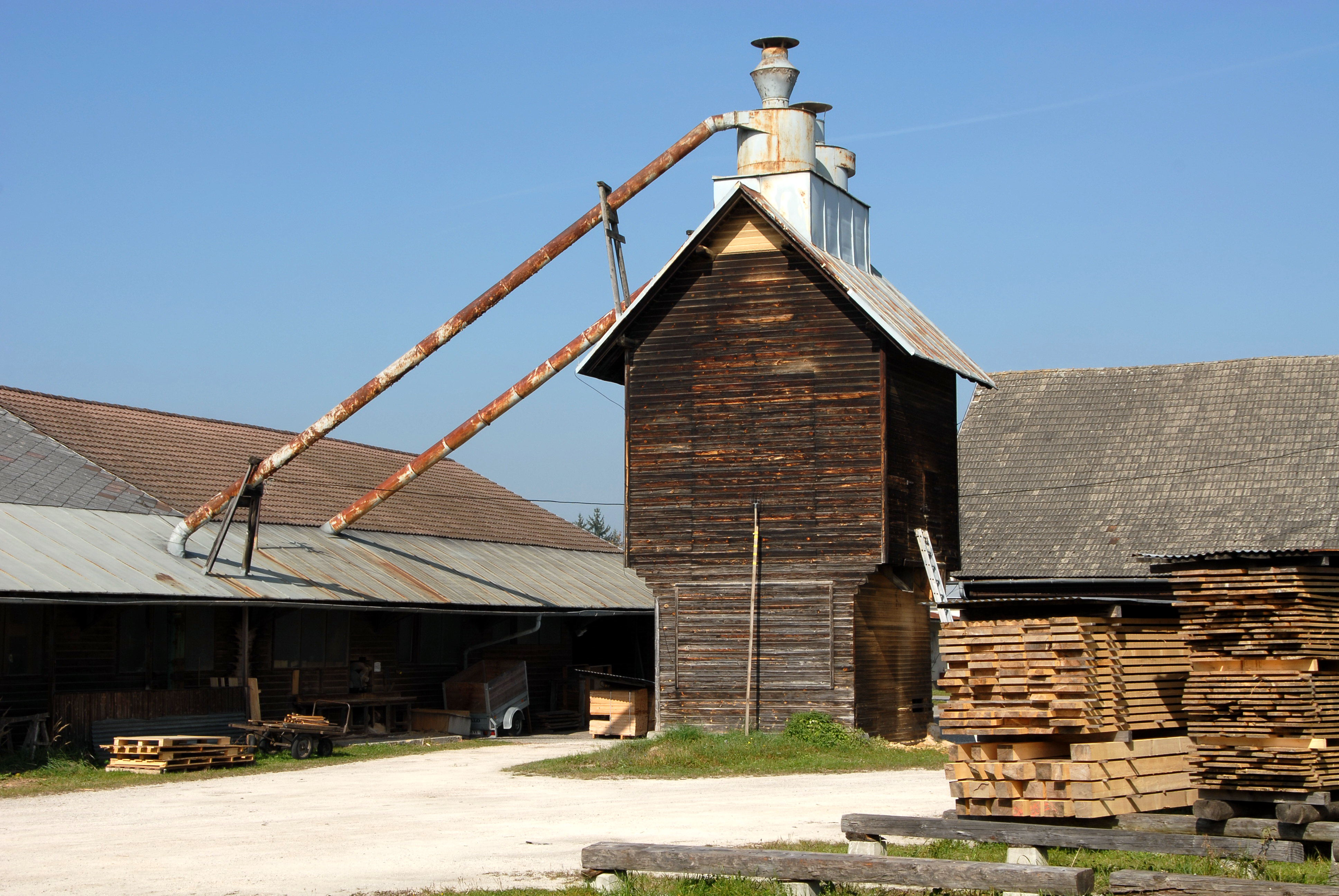
Historischer Sägespänesilo in einem Klagenfurter Sägewerk (2007)

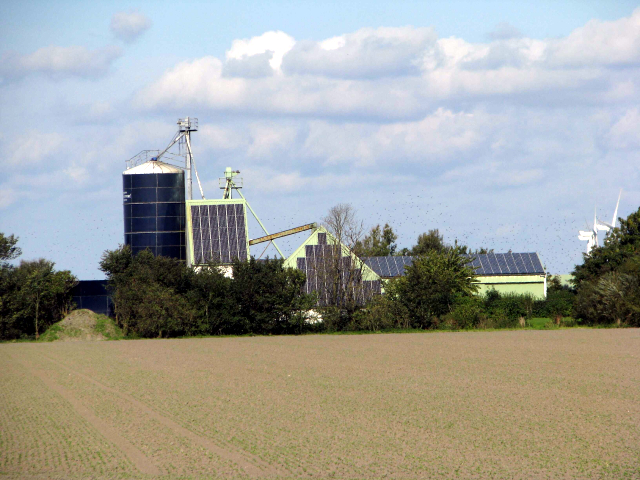
Getreidesilo

Ein Silo (der oder das, von spanisch: silo) oder Hochsilo ist ein großer Speicher für Schüttgüter.
Silos werden zum Speichern von Zement, Kalksteinmehl, Kunststoffgranulat, Getreide, Futtermitteln und Ähnlichem verwendet.

## Funktion
Silos werden grundsätzlich von oben befüllt und von unten entleert. Trotzdem arbeiten sie nicht nach dem First-in-first-out-Verfahren. Vielmehr bildet sich beim Zapfen durch den unten liegenden Auslassstutzen ein Trichter, in den Ware aus den unterschiedlichen Füllschichten läuft und als Gemenge von zeitlich früher und später in den Silo eingefüllten Warenmengen wieder austritt. Bei dem durch den Auslassstutzen gezapften Produkt handelt es sich also um eine Mischung über die zeitlich zugeführten Mengen.
Aus diesem Grunde ist es im Falle einer Silofalschbefüllung unbedingt zu vermeiden, unbedacht von unten zu zapfen in der irrigen Annahme, dass das falsch zugefüllte Produkt oben auf dem zuvor korrekt in den Silo geladenen liegen bleibt und erst zeitlich nach ihm austreten wird. Sinnvoll ist es in solchem Fall, zu versuchen, das falsch von oben zugeladene Produkt von oben her mittels Sauger oder Ähnlichem wieder aus dem Silo herauszuholen. Im kommerziellen Bereich wird in derartigen Situationen vielfach ein Havariekommissar mit entsprechender Fachkenntnis hinzugezogen.
Je nach Material genügt zur Entnahme ein Schieber oder, falls die Schwerkraft nicht ausreicht, um das Material zum Fließen zu bringen, eine mechanische Fördereinrichtung wie eine Förderschnecke.
Weitere Austragehilfen sind Rüttelmotor und pneumatische Förderung mit Pressluft.

## Physik
Die Druckverhältnisse in einem Silo mit Schüttgut begünstigen eine relativ leichte Bauweise im Vergleich zu einem gleich hohen Tank für Flüssigkeiten. Während in einem Tank der horizontale (hydrostatische) Druck auf die Seitenwände linear mit der Höhe von oben nach unten zunimmt, erfolgt die Zunahme dieser Druckkomponente beim Schüttgutsilo wesentlich langsamer, nämlich nur proportional zum Logarithmus der Höhe. Die genaue Berechnung des Drucks im Ruhezustand des Lagergutes ist mit der Janssen-Gleichung möglich. Ein Problem stellen die beim Entleeren vorkommenden Kräfte dar, da diese von Janssen nicht berücksichtigt werden und zu Beschädigungen des Silos führen können. Schüttguttechnische Experimente, wie etwa Scherversuche am zu lagernden Schüttgut, sind somit unumgänglich.
Der Grund liegt darin, dass sich ein Teil der Gewichtskraft von Schüttgut über die Scherkraft der Relativbewegung im Schüttgut und Reibungskraft an der Silowand hier vertikal abstützt. Eine Tankwand trägt in Schwerkraftrichtung nur ihr eigenes Gewicht, eine Silowand auch einen – mitunter beträchtlichen – Teil des Gewichts der Füllung.

## Unerwünschte Prozesse im Schüttgutsilo
Dehnt sich Schüttgut thermisch stärker aus als die Silowand, kommt es zu deutlicher horizontaler Mehrbelastung, weil Schüttgut nicht reibungsfrei wie Flüssigkeit nach oben steigen kann. Dringt Wasser – etwa durch Regen – in einen Silo ein, und quillt etwa trockenes Getreide dadurch auf, können ebenfalls große Horizontalkräfte auf die Wand wirken. Wird Zementpulver gelagert und Wasser dringt ein, verfestigt es das Zementpulver zwar unter Volumenkontraktion, doch der abgebundene Zement kann danach nur mit großer Mühe herausgebohrt und -gestemmt werden. Gips bindet mit Wasser unter Ausdehnung ab, was jeden Silo sprengen kann. Backt Zucker oder Salz in einem feuchten Silo fest, können diese wasserlöslichen Stoffe durch Spülen mit Wasser herausgelaugt werden.
Bei Nahrungsmitteln in Silos ist ein Schädlingsbefall möglich. Ein Schutzgas wie Stickstoff verhindert das Wachstum von Insekten. Bei Schädlingsbefall einer Zelle können auch insektizid wirkende Gase eingeleitet werden. Alternativ ist ein Erhitzen durch Einleiten oder Umwälzen heißen Gases möglich. Die gleichzeitige Entnahme von Schüttgut fördert das bessere Eindringen von Gasen in die Schüttgutmenge.
Bildet sich ein Hohlraum im Schüttgut, weil es sich darüber zu einer (Bogen-)Brücke verfestigt hat, und bricht die Brücke dann zusammen, kommt es zu einem Kraft- und Druckstoß, der zu Belastungsspitzen an der Silowand führt.

## Bauformen
Grundsätzlich unterscheidet man bei Silos sowohl nach der Bauweise als auch nach der Funktionsweise zwischen Flach- bzw. Fahrsilos und Hochsilos. Der Unterschied zwischen einer Erdmiete und einem Flachsilo ist fließend. Gängige Silobauarten sind Rund-, Rechteck- und Achtecksilos. Vielecksilos haben den Vorteil, dass sie in Modulbauweise hergestellt werden und bei entsprechender Stahlkonstruktion auch nachträglich erweitert werden können. Durch diese Modulbauweise können großvolumige Silos, die im Endzustand nicht mehr mit einem LKW transportiert werden können, einfach und kostengünstig transportiert werden. In der Landwirtschaft sind Hochsilos, etwa 10 bis 20 Meter hohe zylindrische Bauwerke aus Beton, Stein, Stahl, Holz oder Kunststoff, in denen Getreide oder Silage gelagert wird, weit verbreitet. Es gibt auch außergewöhnlich hohe Silos wie den Henninger-Turm in Frankfurt oder das Getreidesilo der Schapfenmühle bei Ulm, die über 100 Meter hoch sind. Diese Bauwerke werden Silotürme bezeichnet.
Eine technische Besonderheit ist der Getreidesilo Am Stadthafen von 1949 in Gelsenkirchen-Schalke, der zum dort ansässigen Mühlenbetrieb Müller’s Mühle gehört. Die 37 Meter hohe Siloanlage wurde 1949 aus nicht mehr ausgelieferten U-Boot-Rümpfen errichtet.
Für die Grünfutterkonservierung in der Landwirtschaft wurden in den letzten Jahrzehnten die Hochsilos weitgehend durch die arbeitswirtschaftlich günstigeren Fahrsilos, auch Flachsilos genannt, oder durch die Herstellung von Siloballen ersetzt. Fahrsilos bestehen aus einer Bodenplatte und Seitenwänden. Wird die Silage nur auf einer Bodenplatte oder auch ohne befestigte Bodenplatte gelagert, spricht man von einem Freigärhaufen. Die obere Abdeckung erfolgt in der Regel mit einer luftdichten Kunststoffplane, die meist mit Reifen oder Sandsäcken beschwert wird. Um die Plane vor Beschädigungen zu schützen, wird meist noch ein Vogelschutzgitter verwendet. Fahrsilos werden mit gehäckselter frischer oder angewelkter Biomasse beschickt, die gleichmäßig verteilt, verdichtet und luftdicht abgedeckt wird. Die Entnahme erfolgt in der Regel mit einem Siloblockschneider am Traktor oder mit einem Radlader mit ähnlicher Ausrüstung. Fahrsilos werden auch zur Silierung und Lagerung von pflanzlichen Gärsubstraten für die Biogaserzeugung verwendet.
In der Landwirtschaft, Getreidemühlen, Großbäckereien, aber auch in der Industrie werden seit vielen Jahren textile Silos, auch Gewebesilos genannt, eingesetzt. Die Kapazität derartiger Silos kann bis zu 50 t je Einheit betragen. Aufgrund der flexiblen Bauweise sind Größen von bis zu 300 m³ möglich. In jüngster Zeit werden derartige Silos gerne für Lager bei Pelletheizungen verwendet. Zur Lagerung von Pellets oder zur Lagerung von Tierfutter gibt es mittlerweile so genannte Kleinsilos, die etwa 400 Liter fassen.
In der Bauwirtschaft wird Fertigmörtel zum Verputzen in mobilen Silos angeliefert. Diese Silos sind meist direkt an die Mischanlage gekoppelt.

## Gefahren
Bei landwirtschaftlichen Silos besteht die Gefahr von Gärgasunfällen durch sich sammelndes Silogas.
Gärgase bestehen hauptsächlich
aus dem unsichtbaren und geruchslosen Kohlendioxid (CO2), daneben aus gelb-bräunlichen, beißend-stechend riechenden nitrosen Gasen, das sind Gemische von Stickoxiden, hauptsächlich Stickstoffmonoxid (NO) und Stickstoffdioxid (NO2),
die unmittelbar bei Silierbeginn entstehen.
Da die Gärgase schwerer als Luft sind, ist mit hohen Konzentrationen und entsprechender Erstickungsgefahr in Bodennähe und im Bereich der Siloabdeckung
(Flachsilos, aber auch an der Oberfläche des Schüttguts im Hochsilo) zu rechnen.
Auch Tiere in umgebenden Stallungen können gefährdet sein.
Arbeitskräfte können beim Versuch, im Schüttgut zu stehen, darin versinken bzw. davon verschüttet werden und dann am in die Atemwege eindringenden Schüttgut
oder durch dessen Druck auf den Brustkorb
ersticken. „Die Berufsgenossenschaft Nahrungsmittel und Gastgewerbe, BGN, bekommt mit erschreckender Regelmäßigkeit Fälle gemeldet, bei denen die Gefahr des Versinkens teilweise komplett unterschätzt wird“ heißt es in einer Mitteilung der BGN.
Bevor man das Silo betritt, ist das Silogas durch Belüftung zu entfernen. Silo-Einfahrhosen sollen wie allgemein Gurte die Rettung von Arbeitskräften aus dem Silo durch Sicherungsposten ermöglichen, bieten aber keine absolute Sicherheit.
Für Arbeiten im Silo gilt die Regel 113–004 (BGR 117–1): Behälter, Silos und enge Räume der Deutschen Gesetzlichen Unfallversicherung.
Die Notwendigkeit von Siloeinstiegen (Störungsbeseitigung, Reinigungsarbeiten) ist zu verringern, die Gefährdung ist sorgfältig zu beurteilen, und der Einstieg ist mit einer jährlich sicherheitstechnisch überprüften Siloeinfahreinrichtung unter Aufsicht und mit Sicherungsposten durchzuführen.
Zudem kann es bei Hochsilos abhängig vom Schüttgut zur Gefahr von Staubexplosionen kommen.

## Höhe
Steht ausreichend Platz zur Verfügung und/oder sollen unterschiedliche Sorten oder Lieferanten getrennt gehalten werden, werden mehrere niedrigere Siloschächte nebeneinander errichtet. In Stahlbeton werden typisch Zellen mit abgerundet quadratischem Lumen in eine rechteckige Außenkontur integriert (z. B. Taggermühle Graz seit etwa 2018 Nachnutzung als Künstlerstudios) oder aber ein oder zwei Reihen von Zylindern die über eine gemeinsame Trennwand von etwa 70 % Breite des Durchmessers verbunden sind.
Typische Silohöhen sind 10–20 m bei landwirtschaftlichen Betrieben und 30–60 m bei Mühlen, Lagerhäusern und an Umschlagplätzen, allerdings wurden auch Silotürme mit Höhen von über 100 Metern verwirklicht. Die höchsten Silos für Produkte der Futter- oder Lebensmittelindustrie im deutschsprachigen Raum sind:
| Name/Bezeichnung       | Stadt             | Land        | Höhe  | Baujahr | Bemerkungen                                    |
| ---------------------- | ----------------- | ----------- | ----- | ------- | ---------------------------------------------- |
| Silo der Schapfenmühle | Ulm               | Deutschland | 116 m | 2005    | 125 m inklusive Antennenmast                   |
| Henninger-Turm         | Frankfurt am Main | Deutschland | 120 m | 1961    | mit zwei Drehrestaurants, 2013 abgerissen      |
| Swissmill-Silo         | Zürich            | Schweiz     | 118 m | 2015    | 2013 bis 2016 von 40 auf 118 Meter aufgestockt |

Weitere bekannte Silotürme sind der Siloturm Basel (52 m) und der Siloturm Brühl (50 m).

## Baumaterial
Bei Landwirten kommt häufig emailliertes Stahlblech zum Einsatz, nicht nur für Schüttgut (Futter), sondern auch für Gülle und ihre Vergärung zu Biogas. Aus am Rand gelochten – begrenzt biegsamen – Blechstreifen von etwa 1,5 m Höhe und 3 m Länge werden durch Verschrauben mit Stütz- und Versteifungselementen durch Überlappung ringweise Silos aufgebaut.
Auch nichtrostender Stahl wird eingesetzt.
Verzinktes Wellblech ist kostengünstiger, muss in genau passender Wölbung hergestellt und geliefert werden und ist innen durch die Rillenstruktur eher von Brückenbildung beim Entleeren des Füllguts betroffen.
Silos für Streusalz werden gerne aus korrosionsfestem Glasfaserkunststoff (Epoxid oder Polyester), emailliertem Stahlblech oder aus etwas kostengünstigerem Holz hergestellt. Holzlatten/-bretter aus Lärche werden mit konischem Profil gefertigt und mit zahlreichen Stahlbandagen über den Umfang zum Zylinder zusammengespannt.

## Entnahmetechniken für Schüttgut
- Vibrator(en) am Entnahmekegel gegen Brückenbildung
- Kippbalkenbodensysteme
- Rieseln, Fließen unter Schwerkraft – Verschlussschieber, oder Schlauchende knicken
- Austragschnecke, Förderschraube
- Austragharke
- Wiegeeinrichtungen in den Stützen des Silos, etwa um Streusalz genau zu dosieren